# Płytki grób
Płytki grób – brytyjska czarna komedia z 1994. Reżyserski debiut Danny’ego Boyle’a.